# Dans les griffes du tigre
Pour plus de détails, voir Fiche technique et Distribution.
Dans les griffes du tigre (titre original : Geliebte Bestie) est un film autrichien réalisé par Arthur Maria Rabenalt sorti en 1959.
Il s'agit de l'adaptation du roman Männer müssen so sein de Heinrich Seiler. Arthur Maria Rabenalt en avait déjà fait une adaptation en 1939, La Femme aux tigres.
Le Cirque Busch sert de décor.

## Synopsis
Ruda est un dompteur, mais aussi un homme séduisant, il est adoré par de nombreuses filles. L'une d'elles est la danseuse Beatrix. Elle aimerait apparaître avec lui dans la cage des tigres ; mais il se moque d'elle parce qu'il pense que son désir est imbécile. Néanmoins il se sent flatté par l'affection de Béatrice. Cependant il quitte le lendemain, comme il n'est pas engagé par le directeur Lanzheim, sans dire au revoir à la danseuse, elle se sent profondément offensée. En même temps, Ruda suscite l'ambition de la fille par son comportement.
Maintenant Beatrix pourrait réaliser son numéro avec le dompteur Cavalli. Mais le directeur était sceptique : le numéro est un grand succès et s'appelle La belle Béatrice. C'est complet dans toutes les villes. À Vienne, cependant, une catastrophe a lieu : Un tigre irrité tue Cavalli. Lorsque la bête veut alors se précipiter sur Beatrix, le tireur Cameron tire une balle sur l'animal et sauve la vie de la jeune fille. Le numéro des tigres s'arrête.
Par gratitude, Beatrix accepte d'être la partenaire de Cameron. À chaque représentation, il lui enlève des cigarettes de la bouche et des vêtements. Ce numéro n'est pas moins dangereux que celui des tigres, d’autant plus que le cirque raconte que Cameron aurait mortellement blessé son ancienne partenaire lors d’un spectacle il y a quelques années, juste parce qu’elle voulait retourner avec son mari, le clown musicien Dody.
Ruda succède à Cavalli. Avec lui, Dody, le clown musicien désespéré et alcoolique, entre aussi dans la compagnie. Bien que les retrouvailles entre Ruda et Beatrix soient un peu fraîches, la danseuse admire le dompteur parce qu’il s’intéresse avec compassion au clown triste. Ruda a l'intention de présenter un grand numéro avec les tigres lors de la représentation à Paris. Tout ce qui l’inquiète, c’est que les animaux ne veulent plus être apprivoisés.
Beatrix refuse de signer un contrat à long terme avec Cameron. Elle se rend compte que son partenaire est tombé amoureux d'elle, mais elle ne lui rend pas la pareille. Cameron devient de plus en plus jaloux en voyant la relation entre le dompteur et sa partenaire. Depuis quelque temps, il envoie son assistant Taula chez les tigres la nuit pour les rendre agités par la cocaïne. Il espère pouvoir séparer le couple de cette manière. L'intention sinistre de Cameron, cependant, est révélée. Pour éviter sa punition, il choisit le suicide.
Lors du gala à Paris, Dody est également autorisé à participer. Le clown retrouve sa foi en lui et son art. Ensuite, le nouveau numéro de tigre est au programme. Après que Ruda ait rassemblé les félins autour de lui, Beatrix entre dans la cage avec un grand manteau. Elle le laisse doucement glisser de ses épaules et commence à danser. Les tambours sonnent et tourbillonnent de plus en plus vite. Avec eux, le tempo de la danse augmente également. Alors que la musique s'interrompt brusquement, Beatrix tombe à terre et les tigres tournent autour à grands pas. Alors que les applaudissements commencent, Ruda et Beatrix se serrent joyeusement dans les bras.

## Fiche technique
- Titre : Dans les griffes du tigre
- Titre original : Geliebte Bestie
- Réalisation : Arthur Maria Rabenalt
- Scénario : Kurt Nachmann, Hans Fritz Köllner
- Musique : Bert Grund (de)
- Direction artistique : Alexander Sawczynski, Werner Schlichting
- Costumes : Charlotte Flemming
- Photographie : Günther Anders
- Effets spéciaux : Theo Nischwitz
- Montage : Arnfried Heyne
- Production : Herbert Gruber
- Sociétés de production : Lux-Film Wien, Sascha-Film
- Société de distribution : UFA-Filmverleih
- Pays d'origine :  Autriche
- Langue : allemand
- Format : Couleur - 1,33:1 - Mono - 35 mm
- Genre : Drame
- Durée : 96 minutes
- Dates de sortie :
  -  Allemagne : 18 février 1959.
  -  France : 18 février 1959[1].
  -  Pays-Bas : 8 mai 1959.
  -  Argentine : 18 août 1959.
  -  Japon : 11 décembre 1959.
  -  Mexique : 8 juin 1961.
  -  Finlande : 24 novembre 1961.

## Distribution
- Margit Nünke : Beatrix
- Gerhard Riedmann (de) : Ruda
- Willy Birgel : Cameron
- Walter Giller : Dody
- Massimo Giuliani (it) : Willi, son fils
- Mady Rahl : Marianne
- Gustav Knuth : Carl de Vries, l'agent artistique
- Gretl Schörg : Olga, sa secrétaire
- Fred Bertelmann : John, adjoint de de Vries
- Sigrid Marquardt (de) : Anita, la directrice du cirque
- Heinz Moog : Lanzheim, le directeur
- Ljuba Welitsch : Mama Allison
- Leopold Hainisch : Riley, le manager américain
- Charles Baumann : Cavalli
- Emanuel Sackey : Taula, l'assistant de Cameron
- Mario Kranz : Freese, le gardien des animaux
- Karl Kritel : Emil
- Berta Vitek : Mme Sandomir
- Hans Kurt : M. Sandomir
- Otto Hejdusek : L'invité
- Josef Menschik (de) : Le douanier

## Source de la traduction
- (de) Cet article est partiellement ou en totalité issu de l’article de Wikipédia en allemand intitulé « Geliebte Bestie » (voir la liste des auteurs).